# All by Myself (Céline Dion)
All by Myself è un singolo di Céline Dion del 1996, cover dell'omonimo brano di Eric Carmen.

## Pubblicazione
La canzone fu pubblicata come quarto singolo promozionale del suo album Falling into You il 1º dicembre 1996 in Europa e in Australia, il 22 gennaio 1997 in Giappone e il 26 febbraio 1997 in Nord America. Il brano è stato prodotto da David Foster.

## Versione spagnola
Céline Dion registrò anche una versione in spagnolo di All by Myself, intitolata Sola Otra Vez. I testi furono adattati in spagnolo da Manny Benito. Il brano fu incluso nell'edizione latino americana e in quella spagnola dell'album Falling into You ed è stato pubblicato come traccia lato B di altri singoli promozionali. La versione in spagnolo fu pubblicata come singolo radiofonico nel 1996 in Brasile, Messico e Spagna. Sola Otra Vez fu disponibile in tutto il mondo nella compilation The Collector's Series, Volume One, pubblicata da Céline Dion nel 2000. La canzone è stata classificata prima da TheSpanishVersion.Org, nella top ten delle "cover in lingua spagnola di canzoni pop in lingua inglese".

## Videoclip musicale
Per il singolo furono realizzati tre videoclip musicali. Il primo videoclip fu realizzato da Nigel Dick per la versione radiofonica ed è stato pubblicato nell'ottobre 1996. Questa versione contiene dei frammenti della sessione fotografica di Céline per la copertina dell'album Falling into You e alcune scene tratte dal suo concerto parigino, registrato e pubblicato sul DVD Live à Paris. La seconda versione fu realizzata per essere distribuita nel mercato britannico e includeva le stesse scene del primo videoclip a cui furono aggiunti dei filmati riguardanti due innamorati alle prese con i loro problemi di coppia durante il periodo natalizio. Queste scene hanno sostituito quelle del concerto di Parigi. Quest'ultimo videoclip fu realizzato per la versione album del brano. La terza versione del video musicale è una registrazione live del concerto del 1996 tenutosi a Montréal. Il videoclip fu pubblicato nel marzo 1997 in Nord America.

## Accoglienza
La cover di Céline Dion ricevette molte recensioni positive dalla critica. Il redattore del The New York Times, Stephen Holden, scrisse che "il remake, insieme a Because You Loved Me, sono i colpi più forti di un album pieno di romanticismo." Dave Sholin del Gavin Report nella sua recensione commentò:"La richiesta da parte dei programmatori e del pubblico di questa interpretazione del dramma del 1976 di Eric Carmen, ha reso la scelta ovvia di diventare il terzo singolo tratto dall'album multi-platino e vincitore di un Grammy di Celine, Falling Into You. Le stazioni radio che lo hanno fatto girare per diverse settimane dicono che la reazione a questa produzione di David Foster è simile ai suoi ultimi due mega successi." L'editore di Entertainment Weekly, Chuck Eddy, nella recensione dell'album ha descritto la canzone come una "desolata cover che si schianta nel soffitto di vetro della passione."

## Successo commerciale
All by Myself fu uno dei più grandi successi di Céline Dion negli Stati Uniti dove raggiunse la prima posizione della classifica Hot Adult Contemporary Tracks, rimanendovi tre settimane. Nella Billboard Hot 100 la canzone si classificò quarta mentre occupò la numero 7 nella Billboard Hot 100 Airplay. Il singolo raggiunse la settima posizione della Billboard Mainstream Top 40.
La versione in spagnolo della canzone, Sola Otra Vez, raggiunse la top 5 di tutte le classifiche radiofoniche latine degli Stati Uniti, compresa la prima posizione della Billboard Latin Pop Airplay.
In Canada All by Myself fu prima nella classifica Adult Contemporary, mentre nella classifica generale dei singoli più venduti occupò la settima posizione.
In Europa la top ten fu raggiunta in Francia, dove il singolo fu quinto in classifica; nel Regno Unito, raggiungendo la numero sei e in Belgio Vallonia dove si classificò settimo. Il singolo raggiunse la top ten anche in Irlanda e in Islanda. Nel resto del continente europeo All by Myself raggiunse la top 20 in Belgio Fiandre, in Norvegia e nei Paesi Bassi.
In Australia il singolo si posizionò nella top 40 mentre in Nuova Zelanda fece meglio, occupando la ventunesima posizione della classifica.

## Interpretazioni dal vivo e pubblicazioni
Celine interpretò All by Myself in molti programmi televisivi come il The Tonight Show with Jay Leno e anche in molte cerimonie di premiazione come i Bambi Awards del 1996. Il brano fu cantato anche ai Grammy Award del 1997 con David Foster al pianoforte e ai Billboard Music Awards. dello stesso anno.
Il brano è una delle canzoni più importanti e più conosciute della carriera della Dion. Dal 1996 All by Myself è stata interpretata in ogni concerto e tournée della cantante canadese ed è stata inclusa in molti suoi album live. Una performance del suo Taking Chances WorldTour è stata inserita nell'album Taking Chances World Tour: The Concert pubblicato nel 2010. All by Myself ha fatto parte anche della scaletta dei residency show A New Day... e Celine. La canzone è stata anche eseguita durante la Tournée Européenne 2013; la performance di Quebec City è stata inclusa nell'album Céline... une seule fois / Live 2013.
La traccia è stata inclusa anche in alcune edizioni di All the Way... A Decade of Song (1999) e di My Love: Essential Collection (2008).

## Riconoscimenti
All by Myself fu certificato disco d'oro negli Stati Uniti dalla RIAA per aver venduto 500 000 copie. Nel Regno Unito e in Francia il brano ottenne il disco d'argento.
Questa versione è presente anche nel gioco televisivo Take Me Out trasmesso dal canale britannico ITV.

### Formati e tracce
CD Singolo (Australia) (Epic664086 2)
1. All by Myself (Edited Single Version) – 3:58 (Eric Carmen, Sergej Vasil'evič Rachmaninov)
2. Because You Loved Me (Live) – 4:52 (Diane Warren)
3. Next Plane Out (Radio Edit) – 4:57 (Warren)
4. Vole – 2:58 (Jean-Jacques Goldman)
5. All by Myself (Album Version) – 5:12 (Carmen, Rachmaninov)

CD Singolo Promo (Brasile) (Columbia899.345)
1. All by Myself – 5:12 (Carmen, Rachmaninov)
2. Sola Otra Vez – 5:09 (Carmen, Rachmaninov, Manny Benito)

CD Singolo Promo (Europa) (ColumbiaSAMPCS 3910)
1. All by Myself – 3:58 (Carmen, Rachmaninov)

CD Singolo (Europa) (ColumbiaCOL 663540 1)
1. All by Myself – 5:12 (Carmen, Rachmaninov)
2. The Power of the Dream – 4:31 (testo: Linda Thompson – musica: David Foster, Babyface)

CD Maxi Singolo (Europa) (Columbia: COL 663540 2)
1. All by Myself (Single Version) – 4:26 (Carmen, Rachmaninov)
2. All by Myself – 5:12 (Carmen, Rachmaninov)
3. Je sais pas (Live) – 4:26 (Goldman, J. Kapler)
4. Pour que tu m'aimes encore (Live) – 4:52 (Goldman)

CD Singolo Promo (Giappone; Spagna) (Epic: QDCA 93089; CBS/Sony: SAMPCD 3437)
1. All by Myself – 5:12 (Carmen, Rachmaninov)

CD Mini Singolo (Giappone) (Epic: ESDA 7173)
1. All by Myself (Single Version) – 4:24 (Carmen, Rachmaninov)
2. Pour que tu m'aimes (Live) – 4:51 (Goldman)

CD Singolo Promo (Messico) (Epic: PRCD 96699)
1. All by Myself (Carmen, Rachmaninov)
2. Sola Otra Vez (All by Myself) (Carmen, Rachmaninov, Benito)
3. Sola Otra Vez (All by Myself) (Radio Edit) (Carmen, Rachmaninov, Benito)

CD Singolo Promo (Regno Unito) (Epic: XPCD 2115)
1. All by Myself (Edited Single Version) – 3:58 (Carmen, Rachmaninov)

CD Maxi Singolo (Regno Unito) (Columbia: COL 663540 2)
1. All by Myself (Album Version) – 5:12 (Carmen, Rachmaninov)
2. Pour que tu m'aimes encore (Live) – 4:38 (Goldman)
3. Je sais pas (Live) – 4:26 (Goldman, Kapler)
4. River Deep, Mountain High (Live) – 3:28 (Ellie Greenwich, Jeff Barry, Phil Spector)

CD Singolo Limited Edition (Regno Unito) (Epic: 664062 2)
1. All by Myself (Edited Single Version) – 3:58 (Carmen, Rachmaninov)
2. When I Fall in Love – 4:20 (testo: Edward Heyman – musica: Victor Young)
3. Declaration of Love – 4:20 (Michael Jay, Claude Gaudette)
4. A Message From Celine

CD Singolo Promo (Spagna) (CBS/Sony: SAMPCD 3454)
1. Sola Otra Vez (All by Myself) – 4:40 (Carmen, Rachmaninov, Benito)

CD Singolo Promo (Stati Uniti) (Sony: CDP 12644)
1. Sola Otra Vez (Radio Version) (Carmen, Rachmaninov, Benito)
2. Sola Otra Vez (Extended Version) (Carmen, Rachmaninov, Benito)

CD Singolo Promo (Stati Uniti) (550 Music: BSK 9433)
1. All by Myself (Radio Edit #1) – 3:57 (Carmen, Rachmaninov)
2. All by Myself (Album Version) – 5:12 (Carmen, Rachmaninov)
3. All by Myself (Radio Edit #2) – 3:52 (Carmen, Rachmaninov)

CD Singolo (Stati Uniti) (550 Music: 36K 78529)
1. All by Myself – 3:57 (Carmen, Rachmaninov)
2. Because You Loved Me (Theme from "Up Close & Personal" (Live)) – 4:50 (Warren)

LP Singolo 7" (Europa) (Columbia: COL 663540 7)
1. All by Myself – 5:12 (Carmen, Rachmaninov)
2. The Power of the Dream – 4:31 (testo: Thompson – musica: Foster, Babyface)

LP Singolo Promo 7" (Stati Uniti) (550 Music: 36 78529)
1. All by Myself – 3:57 (Carmen, Rachmaninov)
2. Because You Loved Me (Theme from "Up Close & Personal" (Live)) – 4:50 (Warren)

LP Singolo 12" (Europa) (Columbia: COL 663540 6)
1. All by Myself – 5:12 (Carmen, Rachmaninov)
2. The Power of the Dream – 4:31 (testo: Thompson – musica: Foster, Babyface)
3. It's All Coming Back to Me Now (Classic Paradise Radio Mix #1) – 4:22

MC Singolo (Australia) (Epic: 664086 8)
1. All by Myself (Edited Single Version) – 3:58 (Carmen, Rachmaninov)
2. Because You Loved Me (Live) – 4:52 (Warren)
3. Next Plane Out (Radio Edit) – 4:57 (Warren)
4. Vole – 2:58 (Goldman)
5. All by Myself (Album Version) – 5:12 (Carmen, Rachmaninov)

MC Singolo (Regno Unito) (Epic: 664062 4)
1. All by Myself (Edited Single Version) – 3:58 (Carmen, Rachmaninov)
2. All by Myself (Spanish Version) – 5:12 (Carmen, Rachmaninov, Benito)
3. When I Fall in Love – 4:30 (testo: Heyman – musica: Young)

MC Singolo (Stati Uniti) (550 Music: 36T 78529)
1. All by Myself – 3:57 (Carmen, Rachmaninov)
2. Because You Loved Me (Theme from "Up Close & Personal" (Live)) – 4:50 (Warren)

### Versioni ufficiali
- All by Myself (Album Version) – 5:12
- All by Myself (Edited Single Version) – 3:58
- All by Myself (Radio Edit #1) – 3:57
- All by Myself (Radio Edit #2) – 3:52
- All by Myself (Single Version) – 4:24

- Sola Otra Vez (Brazilian Edition) – 5:09
- Sola Otra Vez (Extended Version)
- Sola Otra Vez (Radio Version)
- Sola Otra Vez (All by Myself) (American Edition) – 4:40

## Classifiche

### Classifiche settimanali
| Classifica (1996-1997)                                       | Posizione massima raggiunta |
| ------------------------------------------------------------ | --------------------------- |
| Australia (ARIA)                                             | 38                          |
| Austria (Ö3 Austria Top 40)                                  | 27                          |
| Belgio Fiandre (Ultratop 50)                                 | 14                          |
| Belgio Vallonia (Ultratop 50)                                | 7                           |
| Canada (RPM 100 Hit Tracks)                                  | 7                           |
| Canada (RPM Adult Contemporary Tracks)                       | 1                           |
| Europa (Eurochart Hot 100 Singles)                           | 15                          |
| Francia (SNEP)                                               | 5                           |
| Germania (Media Control Charts)                              | 55                          |
| Irlanda (IRMA)                                               | 8                           |
| Islanda (Íslenski Listinn Topp 40)                           | 5                           |
| Norvegia (VG-lista)                                          | 15                          |
| Nuova Zelanda (The Official NZ Music Charts)                 | 21                          |
| Paesi Bassi (Dutch Top 40)                                   | 35                          |
| Paesi Bassi (Single Top 100)                                 | 20                          |
| Regno Unito (Official Singles Chart Top 100)                 | 6                           |
| Scozia (Official Scottish Singles Sales Chart Top 100)       | 6                           |
| Stati Uniti (Billboard Adult Top 40)                         | 12                          |
| Stati Uniti (Billboard Hot 100)                              | 4                           |
| Stati Uniti (Billboard Hot 100 Airplay)                      | 7                           |
| Stati Uniti (Billboard Hot Adult Contemporary)               | 1                           |
| Stati Uniti (Billboard Hot Latin Songs) Sola Otra Vez        | 5                           |
| Stati Uniti (Billboard Latin Airplay) Sola Otra Vez          | 5                           |
| Stati Uniti (Billboard Latin Pop Airplay) Sola Otra Vez      | 1                           |
| Stati Uniti (Billboard Latin Tropical Airplay) Sola Otra Vez | 4                           |
| Stati Uniti (Billboard Mainstream Top 40)                    | 7                           |
| Stati Uniti (Billboard Rhythmic Airplay)                     | 33                          |
| Svizzera (Schweizer Hitparade)                               | 36                          |

#### Classifiche di fine anno
| Classifica (1996)                                                 | Posizione |
| ----------------------------------------------------------------- | --------- |
| Belgio Vallonia (Ultratop Singles rapports annuels 1996)          | 93        |
| Francia (SNEP, Classement Singles - année 1996)                   | 49        |
| Paesi Bassi (Top 40 Jaargang 1996)                                | 292       |
| Classifica (1997)                                                 | Posizione |
| Canada (RMP '97 Year End ...Top 100 Hit Tracks)                   | 58        |
| Canada (RMP '97 Year End ...Top 100 Adult Contemporary Tracks)    | 6         |
| Romania (Romanian Top 100 Singles Airplay - Top of the Year 1997) | 52        |
| Stati Uniti (Billboard Hot 100 Airplay)                           | 56        |
| Stati Uniti (Billboard Hot 100 Singles)                           | 49        |
| Stati Uniti (Billboard Hot 100 Singles Sales)                     | 69        |
| Stati Uniti (Billboard Hot Adult Contemporary Singles & Tracks)   | 13        |
| Stati Uniti (Billboard Hot Latin Tracks) Sola Otra Vez            | 38        |
| Stati Uniti (Billboard Hot Latin Pop Tracks) Sola Otra Vez        | 6         |

## Crediti e personale
Registrazione
- Registrato ai Record Plant di Los Angeles (CA), Compass Point Studios di Nassau (BS), Capitol Studios di Hollywood (CA)
- Mixato ai Westlake Studios di West Hollywood (CA)

Personale
- Arrangiamento archi - Bill Rose
- Arrangiato da - David Foster
- Ingegnere del suono - Humberto Gatica
- Ingegnere del suono (assistente) - Paul Boutin, Osie Bowe, Larry Schalit
- Ingegnere del suono aggiuntivo - Felipe Elgueta, Dave Reitzas
- Mixato da - Humberto Gatica
- Mixato (assistente) da - Chris Brook
- Musica di - Eric Carmen, Sergej Vasil'evič Rachmaninov
- Produttore - David Foster
- Produttore esecutivo - John Doelp, Vito Luprano
- Testi di - Eric Carmen
- Testi di (Sola Otra Vez) - Manny Benito

### Cronologia di pubblicazione
| Paese       | Data            | Formato                 |
| ----------- | --------------- | ----------------------- |
| Australia   | 1996            | CD • Musicassetta       |
| Europa      | 1996            | CD • Vinile (7"), (12") |
| Giappone    | 22 gennaio 1997 | CD Mini                 |
| Regno Unito | 1996            | CD • Musicassetta       |
| Stati Uniti | 1997            | CD • Musicassetta       |